# کشیک (نیک‌شهر)
کشیک، روستایی است از توابع بخش مرکزی شهرستان نیکشهر در استان سیستان و بلوچستان ایران.
این روستا دارای طبیعت بسیار بکر وزیباستگ

## جمعیت
این روستا در دهستان مهبان قرار داشته و براساس سرشماری سال ۱۳۸۵جمعیت آن ۹۳۵نفر (۱۹۹خانوار) بوده‌است.